# 0882
0882 è il prefisso telefonico del distretto di San Severo, appartenente al compartimento di Bari.
Il distretto comprende la parte nord-occidentale della provincia di Foggia. Confina con i distretti di Manfredonia (0884) a est, di Foggia (0881) a sud, di Campobasso (0874) e di Termoli (0875) a ovest.

## Aree locali
Il distretto di San Severo comprende 13 comuni compresi nelle 3 aree locali di San Marco in Lamis, San Severo (ex settori di San Severo e Serracapriola) e San Nicandro Garganico (ex settori di Apricena, Isole Tremiti, Lesina e San Nicandro Garganico).

## Comuni
I comuni compresi nel distretto sono: Apricena, Chieuti, Isole Tremiti, Lesina, Poggio Imperiale, Rignano Garganico, San Giovanni Rotondo, San Marco in Lamis, San Nicandro Garganico, San Paolo di Civitate, San Severo, Serracapriola e Torremaggiore .